# Pierre Deffontaines
Pierre Deffontaines  (Limoges, 21 de fevereiro de 1894 — Paris, 25 de novembro de 1978) foi um geógrafo francês. Começou seu contato com o Brasil na década de 1930, quando fundou a cadeira de geografia da Universidade de São Paulo em 1935. Foi ele, também, a ministrar a aula inaugural desta Universidade.